# SFT 200–206
Die SFT 200–206 waren zweiachsige Tenderloks der Società Anonima Ferrovie del Ticino (SFT), die auf den Strecken Como–Varese–Laveno und Saronno–Malnate eingesetzt wurden.
Sie wurden 1883 von der belgischen Couillet gebaut. 1888 übernahmen die Ferrovie Nord Milano (FNM) die Strecken sowie die Maschinen. Sie bekamen die neuen Nummern 201–207 (ab 1942: 200-01–07).
Mit der Elektrifizierung des FNM-Netzes um 1950 wurden die Lokomotiven zum Rangierdienst in den Bahnhof Milano Cadorna verschoben, wo sie bis Ende der 1960er Jahre aktiv waren, bis sie nach Protesten von Einwohnern ausgemustert wurden.
1973 bis 1974 wurde die Lokomotive 200-05 restauriert und wird seither für touristischen Züge benutzt. Sie gilt nach der Österreichischen Likaon als zweitälteste betriebsfähige Dampflokomotive Europas.